# 탄도탄 요격 미사일

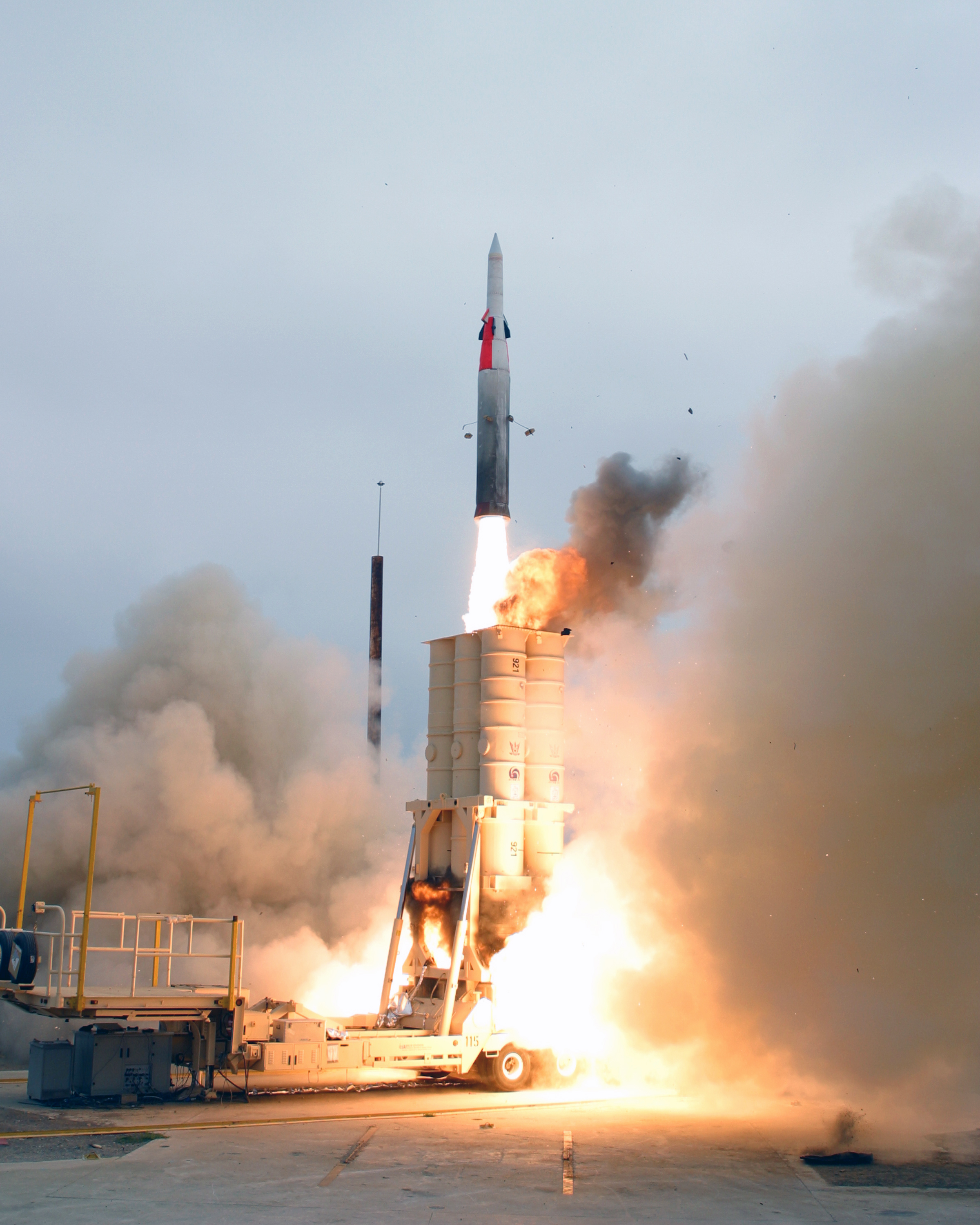

탄도탄 요격 미사일(彈道彈邀擊미사일, anti-ballistic missile, ABM)은 탄도 미사일을 요격하기 위한 대공 미사일이다. 1991년 걸프전에서 활약한 미국의 패트리어트 미사일이 유명하다.

## 1972년 ABM 조약
1972년 체결된 ABM 조약 하에 미국과 소련은 서로 ABM을 개발하지 않기로 합의했다. 즉, 최첨단 기술이 필요한 ABM 개발을 상호 간에 중단함으로써 군비를 축소하려 했다.
하지만 미국, 러시아 모두 독자적으로 유도탄 방어체제를 구축하기 위해 조약내용을 수정하는 협상을 지속했고, 마침내 2002년 미국이 일방적으로 ABM 조약에서 탈퇴하여 조약이 파기되었다.

## 미사일 방어망 (missile defense, MD)
미사일은 탄도탄 요격 미사일을 개발하는 것이 핵심이며, 그 밖에 탄도탄 요격 레이저, 기타 요격시스템과 탐지 유도장치 등을 개발하는 것을 포함한다.
미국의 현재 계획으로, 발사 초기 단계인 장거리에서는 GBI 미사일, 해상에서는 스탠더드 미사일이 있다. 이전 단계에서 요격에 실패했을 시 최종 단계로 지상에서는 중거리용 THAAD, 단거리용으로 패트리어트 미사일 등을 발사해 적국에서 날아오는 탄도미사일을 요격한다. 이스라엘은 탄도탄 요격 레이저를 최초로 실전배치하였다.

## 각국의 ABM 비교
다음은 각국의 탄도탄 요격 미사일의 중량을 비교한 것이다. 배나 항공기는 중량을 비교하면 대략의 성능차이를 파악할 수 있다.
블랙 스패로우 미사일과 블루 스패로우 미사일은 ABM은 아니고, ABM용 가상목표물이다. 하지만 블루 스패로우 미사일의 경우, 개조만 하면 인공위성 요격이 가능하다고 알려져 있기 때문에 ABM 목록에 포함했다.
| 명칭                    | 중량(kg) | 나라     |
| ----------------------- | -------- | -------- |
| 패트리어트 미사일 PAC-2 | 900      | 미국     |
| 패트리어트 미사일 PAC-3 | 320      | 미국     |
| KS-1 미사일             | 900      | 중국     |
| S-400 48N6E 미사일      | 1700     | 러시아   |
| S-400 9M96E 미사일      | 420      | 러시아   |
| 애로우 미사일           | 900      | 이스라엘 |
| 아스터 30 미사일        | 510      | 프랑스   |
| 천궁 미사일             | 420      | 대한민국 |
| HQ-9 미사일             | 1300     | 중국     |
| SM-3 미사일             | 1500     | 미국     |
| PAD 미사일              | -        | 인도     |
| AAD 미사일              | 1200     | 인도     |
| 03식 지대공 미사일      | 570      | 일본     |
| 블랙 스패로우 미사일    | 1200     | 이스라엘 |
| 블루 스패로우 미사일    | 1900     | 이스라엘 |
| THAAD 미사일            | 900      | 미국     |
| GBI 미사일              | 14000    | 미국     |

## 각국의 탄도탄 요격 미사일
- 나이키 허큘리스 미사일 (미국)
- 스탠더드 미사일 (미국)
- 패트리어트 미사일 (미국)
- THAAD (미국)
- GBI 미사일 (미국)
- 애로우 미사일 (이스라엘)
- S-300 (러시아)
- S-400 (러시아)
- SAM-X (대한민국)
- 천궁 (미사일) (대한민국)
- L-SAM (대한민국)

## 같이 보기
- ABM 조약